# TV-året 2026

## Händelser
- maj – Eurovision Song Contest avgörs i Österrike.[1]

## TV-seriestarter
- Premiär för den amerikanska TV-serien Lanterns på HBO Max.[2]
- Premiär för den svenska thrillerserien Vaka på Prime Video.[3]